# فرودگاه بلکوتر
فرودگاه بلکوتر (به انگلیسی: Blackwater Airport) یک فرودگاه همگانی با کد یاتا BLT است که یک باند فرود آسفالت دارد و طول باند آن ۱۵۳۱ متر است. این فرودگاه در کشور استرالیا قرار دارد و در ارتفاع ۲۰۰ متری از سطح دریا واقع شده‌است.